# اکینوپسیس اسکوپولیوکولا
اکینوپسیس اسکوپولیوکولا(نام علمی: Echinopsis scopulicola) نام یک گونه از سرده اکینوپسیس است.